# Коммерси (округ)
Коммерси (фр. Commercy) — округ (фр. Arrondissement) во Франции, один из округов в регионе Лотарингия (регион). Департамент округа — Мёз. Супрефектура — Коммерси.
Население округа на 2006 год составляло 44 995 человек. Плотность населения составляет 23 чел./км². Площадь округа составляет всего 1932 км².